# Приказка-игра (поредица)
„Приказка-игра“ е поредица от детски книги-игри, семейни бордови игри и комикси, издавани в България от Никола Райков. Изданията са ориентирани предимно към възрастовата група за деца до 10 годишна възраст. 
Различните издания от поредицата са носители на множество номинации и награди („Булгакон 2013“ и други). Част от заглавията са със свободен достъп в интернет, а други са преведени на английски.